# Esma Redžepova
Esma Redžepova (Macedonisch: Есма Реџепова) (Skopje, 8 augustus 1943 - aldaar, 11 december 2016) was een Macedonische zangeres.
Alhoewel Esma Redžepova en Usnija Redžepova beide van zangeressen van Romani afkomst zijn, uit Skopje komen en dezelfde achternaam dragen, hebben ze geen familieband. Wel hebben beide zangeressen het compilatiealbum  Songs of a Macedonian Gypsy in 1994 uitgebracht.

## Biografie
Redžepova werd op 8 augustus 1943 in Skopje geboren, dat op dat moment geannexeerd was door het Koninkrijk Bulgarije. Redžepova was de op een na jongste kind van een uit zes kinderen bestaande Romani gezin. Haar vader Ibrahim was katholiek, terwijl haar moeder een islamitische Roma (Xoraxane) uit Šuto Orizari was. Haar vader Ibrahim, die een been had verloren tijdens een Duits bombardement op Skopje in 1941, werkte afwisselend als portier, circusstrijder en schoenpoetser. Hij zong en speelde drums en trad soms op op bruiloften. Enkele van Redžepova 's broers en zussen vergezelden hem. Haar moeder was een naaister.
Op negenjarige leeftijd werd Redžepova door een van haar broers geïntroduceerd bij een plaatselijke muziekorganisatie van de Roma, waar ze gemakkelijk ingewikkelde ritmes kon leren. Haar moeder moedigde de muzikale carrière van haar kinderen aan, waardoor Redžepova en haar broer zich aansloten bij de folkloregroep van hun basisschool.

## Carrière
Redžepova werd bekend in het toenmalige Joegoslavië door haar deelname aan de nationale voorselectie voor het Eurovisiesongfestival 1971. Met Malo, malo eindigde ze op de derde plaats. In 2006 waagde ze opnieuw haar kans, ditmaal in Macedonië. Ljubov e..., een nummer dat ze in duet bracht met Adrian Gaxha, eindigde op de tweede plaats. In datzelfde jaar werd haar nummer Tsjaje sjukarije ongevraagd gebruikt in de film Borat.
In december 2012 werd Redžepova intern gekozen door de Macedonische nationale omroep om haar land te vertegenwoordigen op het Eurovisiesongfestival 2013 in Malmö. Dit in duet met de 42 jaar jongere Vlatko Lozanoski. Op 27 februari 2013 werd bekendgemaakt dat zij het nummer Imperija zouden zingen. Doordat dit nummer weinig positieve reacties kreeg in eigen land, werd het op het laatste moment vervangen door Pred da se razdeni. Op het Eurovisiesongfestival kon het nummer niet doorstoten tot de finale.
Redžepova overleed na een kortstondige ziekte op 73-jarige leeftijd.